# スイフトスワロー
スイフトスワロー（Swift Swallow、1977年 - 1996年）とは、アメリカ合衆国で生まれ、日本で活躍した種牡馬である。

## 生い立ち
父は種牡馬として屈指の実績を残したNorthern Dancer、母が1964年の英・オークスとヨークシャーオークスの勝ち馬Homeward Boundという、良血馬であった。当時のアメリカ3歳セールで史上最高額であった510万ドルで落札されたものの、デビュー前の調教で故障し、未出走のまま引退した。

## 種牡馬生活
その良血が買われて、日本で種牡馬として供用される。自身はノーザンダンサー産駒のなかでもめずらしい重厚な中長距離向きの血統であったが、中央競馬では東京優駿（日本ダービー）2着のサニースワロー、そのサニースワローを破って京都新聞杯を制したレオテンザンを輩出。また地方競馬では帝王賞2勝のチヤンピオンスターのほか、岩手勢で初めてダービーグランプリを制覇し他地区への遠征を続けたスイフトセイダイなどが活躍。芝・ダートを問わずさまざまなタイプの産駒を送り出し、地方競馬のリーディングサイアーにも輝いている。
1996年に死亡。後継としてサニースワロー、レオテンザン、スイフトセイダイらが種牡馬入りしたが、いずれもすでに廃用になっている。ブルードメアサイアー（母の父）として二冠馬サニーブライアン（サニースワローの甥）、ミツアキタービン、ナミを輩出した。

### おもな産駒
- 1983年産
  - イーグルシャトー（東京盃、小倉日経賞）
- 1984年産
  - サニースワロー（東京優駿2着）
  - レオテンザン（京都新聞杯）
  - チヤンピオンスター（帝王賞2勝）
- 1986年産
  - スイフトセイダイ（ダービーグランプリ）
- 1993年産
  - エフテーサッチ（マリーンカップ）

## 血統表
| スイフトスワローの血統       | スイフトスワローの血統                                  | スイフトスワローの血統                                  | （血統表の出典）                                        | （血統表の出典） |
| 父系                         | ノーザンダンサー系                                      | ノーザンダンサー系                                      | ノーザンダンサー系                                      | [ § 2 ]          |
| 父 Northern Dancer 1961 鹿毛 | 父の父Nearctic 1954 黒鹿毛                              | Nearco                                                  | Pharos                                                  | Pharos           |
| 父 Northern Dancer 1961 鹿毛 | 父の父Nearctic 1954 黒鹿毛                              | Nearco                                                  | Nogara                                                  |                  |
| 父 Northern Dancer 1961 鹿毛 | 父の父Nearctic 1954 黒鹿毛                              | Lady Angela                                             | Hyperion                                                | Hyperion         |
| 父 Northern Dancer 1961 鹿毛 | 父の父Nearctic 1954 黒鹿毛                              | Lady Angela                                             | Sister Sarah                                            |                  |
| 父 Northern Dancer 1961 鹿毛 | 父の母Natalma 1957 鹿毛                                 | Native Dancer                                           | Polynesian                                              | Polynesian       |
| 父 Northern Dancer 1961 鹿毛 | 父の母Natalma 1957 鹿毛                                 | Native Dancer                                           | Geisha                                                  |                  |
| 父 Northern Dancer 1961 鹿毛 | 父の母Natalma 1957 鹿毛                                 | Almahmoud                                               | Mahmoud                                                 | Mahmoud          |
| 父 Northern Dancer 1961 鹿毛 | 父の母Natalma 1957 鹿毛                                 | Almahmoud                                               | Arbitrator                                              |                  |
| 母 Homeward Bound 1961 栗毛  | 母の父Alycidon 1945 栗毛                                | Donatello                                               | Blenheim                                                | Blenheim         |
| 母 Homeward Bound 1961 栗毛  | 母の父Alycidon 1945 栗毛                                | Donatello                                               | Delleana                                                |                  |
| 母 Homeward Bound 1961 栗毛  | 母の父Alycidon 1945 栗毛                                | Aurora                                                  | Hyperion                                                | Hyperion         |
| 母 Homeward Bound 1961 栗毛  | 母の父Alycidon 1945 栗毛                                | Aurora                                                  | Rose Red                                                |                  |
| 母 Homeward Bound 1961 栗毛  | 母の母Sabie River 1949 栗毛                             | Signal Light                                            | Pharos                                                  | Pharos           |
| 母 Homeward Bound 1961 栗毛  | 母の母Sabie River 1949 栗毛                             | Signal Light                                            | Ensoleillee                                             |                  |
| 母 Homeward Bound 1961 栗毛  | 母の母Sabie River 1949 栗毛                             | Amorcille                                               | Columcille                                              | Columcille       |
| 母 Homeward Bound 1961 栗毛  | 母の母Sabie River 1949 栗毛                             | Amorcille                                               | Amorelle F-No.3-l                                       |                  |
| 母系(F-No.)                  | 3号族(FN:3-l)                                           | 3号族(FN:3-l)                                           | 3号族(FN:3-l)                                           | [ § 3 ]          |
| 5代内の近親交配              | Hyperion4×4=12.50%、Pharos4×4=12.50%、Blenheim5×4=9.38% | Hyperion4×4=12.50%、Pharos4×4=12.50%、Blenheim5×4=9.38% | Hyperion4×4=12.50%、Pharos4×4=12.50%、Blenheim5×4=9.38% | [ § 4 ]          |
| 出典                         | 1. 2. 3. 4.                                             | 1. 2. 3. 4.                                             | 1. 2. 3. 4.                                             | 1. 2. 3. 4.      |